# جان باریمور
جان باریمور (به انگلیسی: John Barrymore) (زادهٔ ۱۵ فوریهٔ ۱۸۸۲ در فیلادلفیا — درگذشتهٔ ۲۹ می ۱۹۴۲) بازیگر امریکایی بود.
او در عصر فیلمهای صامت به ایفای نقش پرداخت. او پدربزرگ درو باریمور بازیگر زن هالیوود است.

## زندگی‌نامه
جان باریمور با نام جان سیدنی بلایت (به انگلیسی: John Sidney Blyth) در ۱۵ فوریهٔ ۱۸۸۲ در فیلادلفیا، پنسیلوانیا زاده شد.
جوان‌ترین عضو «خانوادهٔ افسانه‌ای باریمور» بود. پسر موریس باریمور (هربرت بلایت) و جرجیانا درو بازیگران صحنه، برادر لیونل و اتل و پدر دایانا باریمور و جان (درو) باریمور جونیور و پدر بزرگ درو باریمور.
تحصیلاتش را در «آکادمی جرج تاون»، «سیتن هال نیوجرسی» و «کینگز کالج در ویمبلدون» انگلستان به پایان برد.
جان باریمور ابتدا با سرپیچی از سنت خانواده، به عنوان کاریکاتوریست یک روزنامه در نیویورک به کار پرداخت. اما در سال ۱۹۰۳ او هم به تئاتر روی آورد. به رغم شروع دیر هنگامش، خواهر و برادرش را پشت سرگذاشت و با حضور در نمایش‌هایی مثل «ماجراهای آناتول»، «پیتر ایبتسن» و «رستگاری» ستایش شده‌ترین بازیگر تئاتر دوران خود شد.
در سال ۱۹۱۳ در نخستین فیلمش بازی کرد. فیلم‌های صامت او بیشتر درام‌های رومانتیک، کمدی و ماجراهای شمشیربازی بودند و بازی او نقطهٔ اوج این آثار اغلب بی اهمیت به‌شمار می‌آمد. ژست‌های پُر قدرت ولی خویشتن دارانه او و نقش آفرینی تقریباً سرخوشانه اش به ضعیف‌ترین نقش‌ها روح می‌بخشید. با وجود موفقیت در نقش عاشق بزرگ، او خود نقش شخصیت‌های گروتسک و عذاب کشیده را ترجیح می‌داد و مثلاً در «دکتر جکیل و مستر هاید»، استحاله شخصیت اصلی را بدون کمک گریم برگزار کرد. با ظهور ناطق، صدای معرکهٔ باریمور نیز به امتیازات او، از جمله نیم رخ با شکوهش، اضافه شد و او را به ستاره‌ای پولساز بدل کرد. کمپانی‌ها مایل بودند از شهرت تئاتری اش حداکثر بهره‌برداری را کنند و به همین خاطر تک گویی‌هایی از نمایش نامه‌های معروف را در فیلم‌هایش اجرا می‌کرد. با تمام این‌ها، صدا دیرتر از آن به سینما رسید که بتواند شکوه کامل بازیگری اش را به نمایش بگذارد. در پنجاه سالگی و در حالی که از کم حافظگی رنج می‌برد، اغلب جملاتش را از روی کارت‌های راهنما می‌خواند. شیوهٔ بی بند و بار زندگی اش کم‌کم اثر خود را بر چهرهٔ او گذاشته بود. خاطرهٔ چهار ازدواج ناموفق و رسوایی‌های عشق بی‌شمار، مشکلات او را پیچیده تر ساخته بود (از جمله با دولورس کاستلوی بازیگر سینما). او ستاره‌ای در حال افول شده بود و نقش‌هایش، مثلاً بازیگر پیری که در خاطرهٔ شکوه گذشته غرق شده، هجویهٔ وضعیت دردبار خود او بودند.
جان باریمور در همان اوان کارش، خود سرگذشت نامهٔ اعترافات یک بازیگر (۱۹۲۶) و کتاب ماسه تا (۱۹۳۵) را دربارهٔ خودش، آتل و لیونل نوشت. داستان زندگی اش موضوع کتاب شب بخیر شاهزادهٔ عزیز (۱۹۴۴) بود. در خود سرگذشت نامهٔ تراژیکِ دخترش، دایانا، خیلی زیاد، خیلی زود (۱۹۵۷) چهرهٔ او با ستایش ترسیم شده‌است. در نسخهٔ سینمایی این اثر، یک بازیگر بی بند و بار دیگر، ارول فلین نقش او را ایفا می‌کند. بعدها در و. ک. فیلدز و من (آرتور هیلر، ۱۹۷۶) جک کسیدی ایفای نقش او را به عهده گرفت.

امروزه باریمور را نابغه‌ای می‌شمارند که از سویی هالیوود با تأمین هزینهٔ مصرف الکلش تباهش کرد و از سوی دیگر خودش با کوشش برای توجیه برچسب «عاشق پیشهٔ بزرگ» باعث این تباهی شد. او را نمونه‌ای از تراژدی بازیگر بزرگی می‌دانند که خالق تصاویری متعالی از «هملت»، «ریچارد سوم» و «مرکوشیو» بر پردهٔ سینما بوده‌است. اما در واقع این بیشتر یک افسانه‌سازی است تا حدیثی موثق. او بر خلاف تماشاگران رُمانتیکش به بازیگری ایمان نداشت. امتیازاتش به عنوان یک بازیگر- خوش سیمایی، فن بیان یا شکوه- خودش را متقاعد نمی‌کردند. به این ترتیب جان باریمور مرتباً از پرسونای ساخته شدهٔ خود فاصله می‌گرفت و آن را دست می‌انداخت. اهمیت او نیز در همین مرحله آشکار می‌شود. در واقع یک شاهکار، یعنی قرن بیستم بر محور همین جستجوی نومیدانهٔ خویشتن شکل گرفته‌است. او در این فیلم نقش بازیگر/ مدیر پُرادعا و موفقی را بازی می‌کند که درگیر ماجرایی عاشقانه و هم‌زمان نوعی رو کم کنی با کارول لومبارد می‌شود. نقشی که هم‌زمان تجلیل و تمسخر یک بازیگر بزرگ است. در این فیلم او بازیگری ناشی و بدگمان است که به پوچی رمانس معتقد است ولی آن را تنها راه حل در برابر آشفتگی و هرج و مرج می‌بیند. از این لحاظ باریمور متأخر جالب تر است چرا که افت دست مایه‌ها و افول ناشی از الکلیسم به عیان شدن این وجه «انتقاد از خود» کمک می‌کردند. او در چند فیلم کیوکر حضور جذابی داشت: در طلاق نامه- در نقش پدر کاترین هپبرن-، شام در ساعت هشت و رومیو و جولیت. یک رشته نقش‌های فرعی و فیلم‌های ردهٔ «ب» از پی آمدند و سپس در فیلم‌هایی متوالی با کنایه‌های سرد، دسیسه در نیمه شب. باریمور از طریق اسطوره شکنی خود، به نمونه‌ای از جذابیت‌های چند لایهٔ بازیگری بدل شد.

## مرگ
باریمور بر  اثر سیروز کبدی و نارسایی کلیه که به دلیل ذات الریه عارضه شده بود درگذشت.

## بخشی از فیلم‌شناسی
- ۱۹۱۴- یک شهروند آمریکایی (داولی)
- ۱۹۱۵- دوکین اصلاح ناپذیر (دورکین)
- ۱۹۱۶- داماد گم شده (کرک وود)
- ۱۹۱۶-بیوهٔ سرخ‌پوش (دورکین)
- ۱۹۱۷- سارق بی‌تجربه (اروینگ)
- ۱۹۱۹- عروس وارد می‌شود (رابرتسن)
- ۱۹۲۰- دکتر جکیل و آقای هاید (رابرتسن)
- ۱۹۲۱- تن‌پرور (نیلان)
- ۱۹۲۲- شرلوک هولمز (آلبرت پارکر)
- ۱۹۲۴- بو برامل (بومانت)
- ۱۹۲۵- حیوان دریایی (وب)
- ۱۹۲۶- دون ژوان (کراسلند)
- ۱۹۲۷- وقتی که مردی عشق می‌ورزد (کراسلند)
- ۱۹۲۸- توفان (تیلر)
- ۱۹۲۹- عشق ابدی (لوبیچ)
- ۱۹۲۹ - نمایش نمایش‌ها
- ۱۹۳۰- موبی دیک (بیکن)
- ۱۹۳۱- سونگالی (مایو)
- ۱۹۳۱- نابغهٔ دیوانه (کورتیز)
- ۱۹۳۲- آرسن لوپن (کانوی)
- ۱۹۳۲- طلاق نامه (کیوکر)
- ۱۹۳۳- توپاز (داراس)
- ۱۹۳۳- شام در ساعت هشت (کیوکر)
- ۱۹۳۳- پرواز شبانه (ک. براون)
- ۱۹۳۳- راسپوتین و ملکه (بولسلاوسکی)
- ۱۹۳۳- تجدید دیدار در وین (فرانکلین)
- ۱۹۳۴- قرن بیستم (هاکس)
- ۱۹۳۶- رومیو و جولیت (کیوکر)
- ۱۹۳۷- اعتراف راستین (راگلز)
- ۱۹۳۷- ماه مه (لنرد)
- ۱۹۳۸- ماری آنتوانت (وان دایک)
- ۱۹۳۸- عشق در تاریکی (پاتر)
- ۱۹۳۸- ماهی گیران شمال (هاتاوی)
- ۱۹۳۹- نیمه شب (لایسن)
- ۱۹۳۹- مرد بزرگ رأی می‌دهد (کانین)
- ۱۹۴۰- چهرهٔ بزرگ (و. لانگ)
- ۱۹۴۱- نخستین نمایش جهانی (تتسلاف)
- ۱۹۴۱- هم بازی‌ها (باتلر)
- ۱۹۴۱- زن نامرئی (ساترلند)